# Кук (окръг, Тексас)
Вижте пояснителната страница за други значения на Кук.
Окръг Кук (на английски: Cooke County) е окръг в щата Тексас, Съединени американски щати. Площта му е 2328 km², а населението - 36 363 души (2000). Административен център е град Гейнсвил.